# 爱知大学前站
愛知大學前站（日语：／ Aichi-daigakumae eki */?）是一個位於愛知縣豐橋市北丘町1番地1，屬於豐橋鐵道渥美線的鐵路車站。車站編號為4。

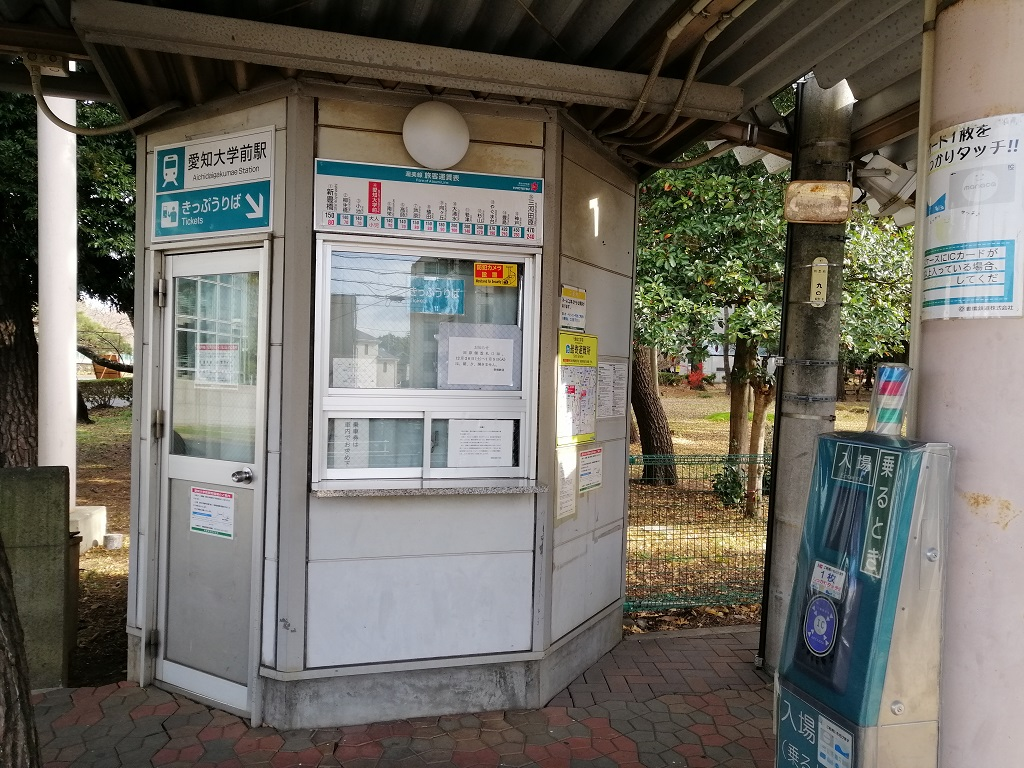
北口（2020年12月）

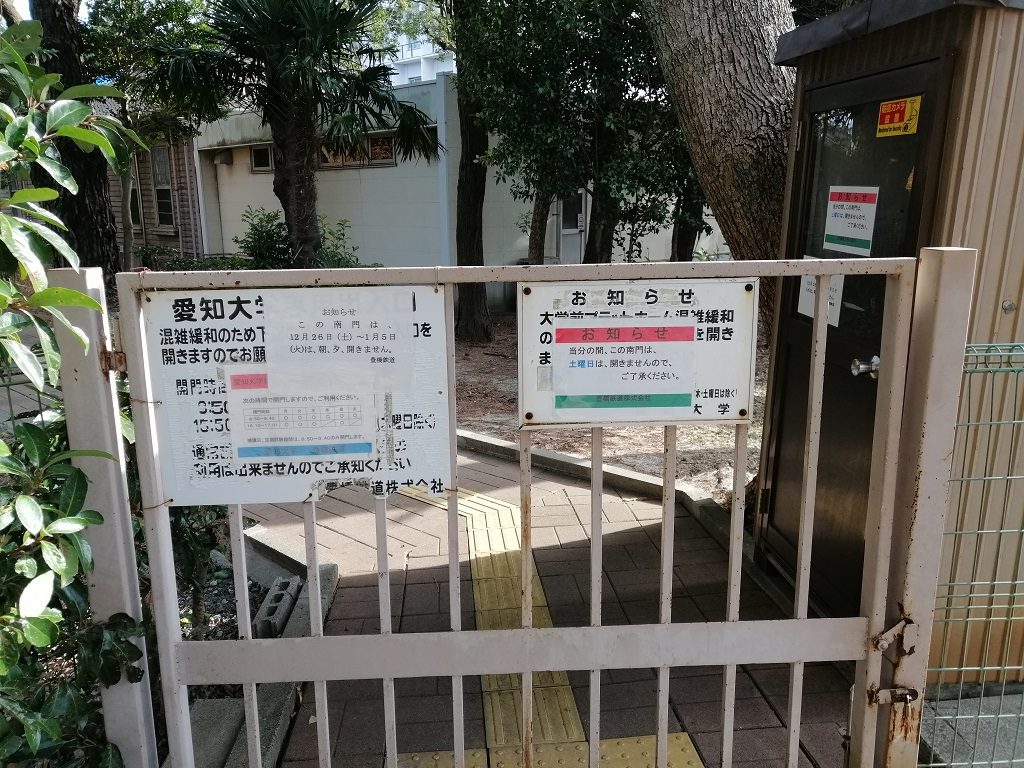
南口（2020年12月）

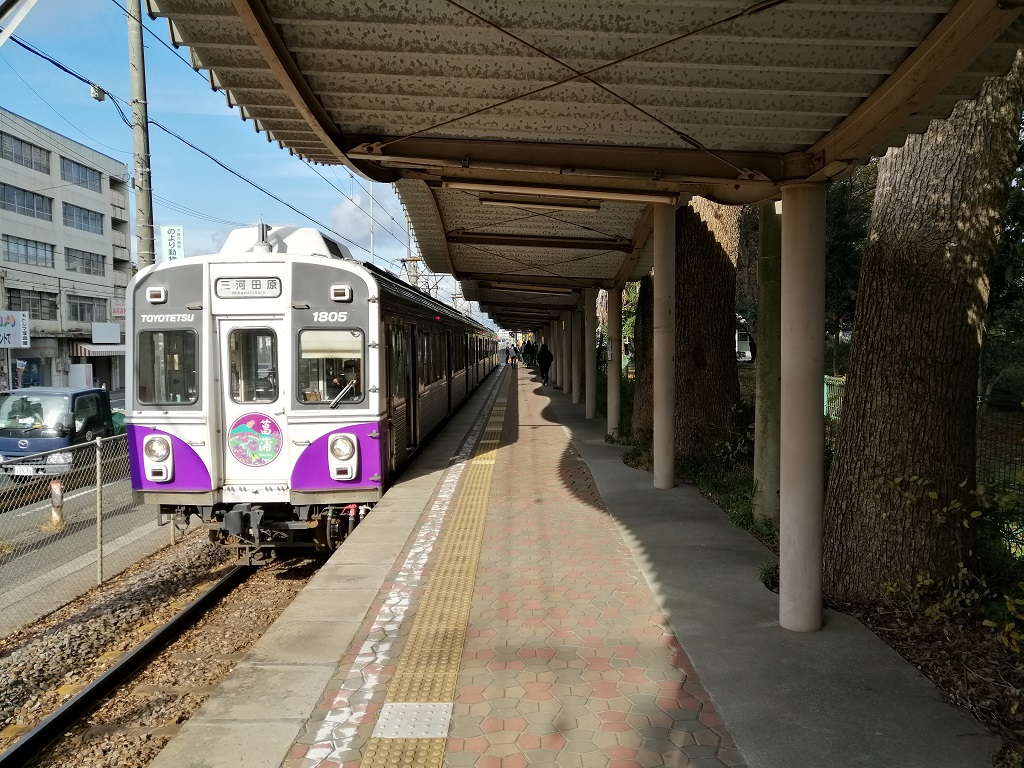
月台（2020年12月）

## 相鄰車站
豐橋鐵道
渥美線
小池（3）－愛知大學前（4）－南榮（5）